# Daniel Ngom Kome
Daniel Armand Ngom Kome (Bangou, 19 maggio 1980) è un ex calciatore camerunese, di ruolo centrocampista.

## Palmarès

### Club
- Campionato camerunese: 2

Cotonsport Garoua: 1997, 1998

### Nazionale
- Coppa d'Africa: 1

Ghana-Nigeria 2000
- Oro olimpico: 1

Sydney 2000